# Fiesta Nacional del Sábalo
La Fiesta Nacional del Sábalo es un evento organizado cada año por el sindicato papelero de Juan Lacaze CUOPYC, Colonia, Uruguay que se realiza generalmente en la segunda semana del mes de febrero de cada año desde el 2000. 
En 2013 se llevó a cabo en la ex-plaza de deportes. Si bien es una fiesta nacional, tiene fines benéficos: la recaudación es para el CAIF Olof Palme, que es administrado por INAU.
Esta fiesta fue declarada de interés nacional por resolución de la Presidencia de la República Oriental del Uruguay, de interés departamental por la Intendencia Municipal de Colonia, de interés turístico por el Ministerio de Turismo y de interés cultural por el Ministerio de Educación y Cultura.

## Historia
La fiesta dura varios días, comenzando generalmente en viernes y continuando hasta el domingo de la segunda semana del mes de febrero. La primera edición se realizó en el año 2000. La edición 2013 fue la número trece del evento. Es uno de los mayores festivales musicales del Uruguay. En el año 2009 recibió 45.000 espectadores.
Tanto José Mujica (2010) como Tabaré Vázquez participaron de la fiesta como presidente de la república en ejercicio.
En la edición de 2011 se rindió homenaje a José Carbajal "El Sabalero". Durante la misma, además de los espectáculos musicales se añadieron otras actividades deportivas como una maratón de diez kilómetros, un rally ciclístico y regatas en la bahía del puerto local.

## Artistas Argentinos participantes
- Alejandro Lerner[1]
- Patricia Sosa
- Sandra Mihanovich
- Víctor Heredia[5]

## Artistas nacionales participantes
Se incluyen a continuación algunos de los participantes nacionales de la fiesta (la lista completa es demasiado extensa):
- José Carbajal[1]
- Jaime Roos[1]
- No te va gustar
- Buitres[6]
- La Teja Pride[5]
- Sibyla Vaine[5]
- Buenos Muchachos[5]
- El Cuarteto de Nos[5]
- Agarrate Catalina[5]
- Dúo Orejano[5]
- Larbanois & Carrero[5]
- Matices